# Himno a las Naciones Unidas
El Himno a las Naciones Unidas (título original en inglés Hymn to the United Nations, también conocida como Himno de la paz, es una canción compuesta por el compositor español Pau Casals en 1971 bajo encargo por U Thant, secretario general de las Naciones Unidas. La letra de la canción es el poema Una oda a la paz mundial (An Ode to World Peace) del poeta estadounidense Wystan Hugh Auden, también comisionado por U Thant.

## Historia
El secretario general de la ONU U Thant comisionó a Casals en 1970 la composición de una pieza musical para conmemorar el trabajo de la organización de las Naciones Unidas, basada en el texto del Preámbulo de la Carta de las Naciones Unidas, texto que sentó los principios de la búsqueda de la paz, la tolerancia, la dignidad y el valor de la persona humana". Casals aceptó el encargo de la composición musical y lo desarrolló en su casa en el exilio en las afueras de San Juan, capital de Puerto Rico, pero solicitó que el texto fuera encargado a otra persona. La letra de la canción fue encargada entonces a Wystan Hugh Auden, quién escribió el poema Una oda a la paz mundial.
La obra se estrenó el 24 de octubre de 1971 en el salón de sesiones de la sede de la ONU, situado en Nueva York. Fue interpretada por el coro de la Escuela de Música de Manhattan (dirigido por Robert Hickock), el coro de las Naciones Unidas UN Singers (dirigidos por Don Read), y la Festival Chamber Orchestra del Festival Pau Casals (bajo la dirección de Pau Casals). Alexander Schneider también colaboró en la dirección del concierto.  El concierto duró aproximadamente una hora y media y también se irterpretaron las obras Concierto en Re menor para dos violines de J.S. Bach, con los violinistas Isaac Stern y Alexander Schneider y el concierto en Do mayor para tres instrumentos de teclado de J.S. Bach con los pianistas Mieczyslaw Horszowski, Rudolf Serkin y Eugène Istomin. El concierto finalizó con la interpretación del Concierto Dumbarton Oaks de Stravinski, dedicado a la conferencia de Dumbarton Oaks de 1944. Al final del concierto y de la entrega de la Medalla de la Paz Casals decidió interpretar él mismo de forma improvisada El cant dels ocells, una canción popular catalana adaptada por Casals al violonchelo, en su versión para único violonchelo.
Ese mismo día Casals recibió la Medalla de la Paz de las Naciones Unidas, diseñada por Pablo Picasso, y pronunció su famoso discurso llamado I am a catalan (Soy catalán), que generó cierto impacto en la sociedad catalana debido a su exilio durante la guerra civil y posterior dictadura franquista.
En 2011 el Congreso de los Diputados aprobó que el Himno de las Naciones Unidas fuera propuesto por el Gobierno como himno oficial de la Organización de Naciones Unidas.En 2021 el Gobern de la Generalidad y la Fundación Pau Casals organizaron una serie de actividades para conmemorar el 50 aniversario del estreno de la obra y el discurso de Pau Casals en la sede de la ONU, y tuvieron como acto central un concierto el 24 de octubre titulado 50 años de Pablo Casals en Naciones Unidas en el Palacio de la Música Catalana.

## Estilo
Es un himno de aproximadamente tres minutos y medio compuesta para coro y orquesta, sin solistas. Mezcla los recursos musicales utilizados en este genero como los motivos religiosos y la voluntad de celebración, mediante fanfarrias, coros, texto lírico y un clímax final. Casals, que compuso la música tras recibir el poema de Auden, comentó que había supuesto un reto la adaptación de su estilo romántico a la "brusquedad" del estilo de Auden.
La obra tiene fuertes influencias de la música clásica germanoaustríaca, especialmente de la corriente tradicional de composiciones que tratan sobre la guerra y la paz como Missa in tempore belli de Haydn o La victoria de Wellington de Beethoven. A nivel melódico tiene una fuerte influencia de la Sinfonía n.º 9 en re menor de Beethoven, también conocida como Oda a la alegría.

### letra
El himno consta de tres partes:
| Texto original | Traducción |
| --- | --- |
| Eagerly, musician, sweep your string, so we may sing, elated, optative, our several voices Interblending, playfully contending, not interfering but co-inhering, for all within the cincture of the sound, is holy ground where all are brothers, none faceless others. Let mortals beware of words, for with words we lie, can say peace when we mean war, foul thought, speak fair and promise falsely, but song is true: let music for peace be the paradigm, for peace means to change at the right time, as the world clock goes "tick" and "tock". So may the story of our human city presently move like music, when begotten notes new notes beget making the flowing of time a growing till what it could be, at last it is, where even sadness is a form of gladness, where fate is freedom, grace and surprise. | Con entusiasmo, músico, rasga tu cuerda, para que podamos cantar, exaltados, optativos, nuestras distintas voces entrelazándose, reafirmándose de forma juguetona, sin interferirse sino influenciándose, porque ceñidos en el círculo del sonido, territorio sagrado donde todos somos hermanos, nadie es anónimo. Que los mortales se cuiden de las palabras, porque con las palabras mentimos, pueden decir paz cuando queremos decir guerra, pensamiento viciado, habla justo y promete falsamente, pero la canción es verdadera: que la música para la paz sea el paradigma, porque la paz significa cambiar en el momento adecuado, mientras el reloj del mundo hace "tic" y "tac". Entonces que la historia de nuestra ciudad humana pueda moverse como la música, cuando las notas engendradas engendran nuevas notas haciendo que el fluir del tiempo crezca hasta lo que podría llegar a ser, y llega a serlo, donde incluso la tristeza es una forma de regocijo, donde el destino es libertad, gracia y sorpresa. |